# 주근깨 (영화)
"주근깨"는 2019년에 제작한 대한민국의 영화이다.

## 캐스팅
- 권영은 : 영신 역
- 정수빈 : 주희 역
- 안지환 : 현철 역
- 김자영 : 원장 역
- 피지융

## 영화제 상영 및 수상 내역
- 제18회 미쟝센단편영화제 사랑에관한짧은필름 최우수작품상 (2019년)
- 제18회 미쟝센단편영화제 사랑에관한짧은필름 심사위원특별상 - 권영은 (2019년)
- 제21회 서울국제여성영화제 아시아단편경쟁 감독상 (2019년)
- 제20회 대구단편영화제 국내경쟁 우수상 (2019년)
- 제20회 전주국제영화제 한국단편경쟁 (2019년)
- 제14회 파리한국영화제 숏컷 (2019년)
- 제10회 광주여성영화제 단편모음 (2019년)
- 제14회 런던한국영화제 미쟝센단편 (2019년)
- 제13회 여성인권영화제 피움초이스 (2019년)
- 제19회 한국퀴어영화제 국내단편 (2019년)
- 제21회 대전독립영화제 단편초청 (2019년)
- 제17회 아시아나국제단편영화제 국내경쟁 (2019년)
- 제40회 청룡영화상 청정원단편영화상 후보 (2019년)
- 제18회 피렌체한국영화제 단편초청 (2020년)